# Jimmy Takter
Jimmy William Takter, född 29 september 1960 i Norrköping i Östergötlands län, är en svensk travkusk och travtränare. Sedan 1983 har han sin tränarverksamhet i East Windsor i Mercer County i New Jersey, USA. Han har tränat stjärnhästar som Moni Maker, Malabar Man, Nuncio, Father Patrick, Trixton, Uncle Lasse, Maven, Always B Miki och Creatine.
Han är son till Bo W. Takter och yngre bror till Johnny Takter. Han är far till travtränaren Nancy Takter.

## Karriär
Takter började sin karriär i Sverige, men flög över till USA som hästskötare vid 17 års ålder och utbildade sig först hos Wallner och Lindstedt på Continental Farms. Han åkte sedan hem till Sverige innan han började att arbeta hos Sören Nordin i USA.
Den första världsstjärnan som Takter kom i kontakt med var Baltic Speed. Vid Baltic Speeds första två segrar, 1983, satt Takter i sulkyn. Det var året då han vann sina första lopp i USA som kusk. Takter fick sedan sparken från Sören Nordin, och startade istället sin egen tränarverksamhet i East Windsor i New Jersey. Han vann sitt första lopp i Nordamerika som kusk med hästen Baltic Speed 1983. Den första segern som tränare kom med hästen Witsend's Apollo 1984. Takter har beskrivit Witsend's Apollo som den häst som varit mest betydelsefull för hans tränarverksamhets tidiga utveckling.
Han vann sin första upplaga av Hambletonian Stakes på Meadowlands Racetrack som tränare till Malabar Man 1997. Totalt har han som tränare vunnit fyra upplagor av loppet (1997, 2010, 2014, 2015), varav två gånger som både kusk och tränare (2014, 2015). Tillsammans med Yannick Gingras har han vunnit Hambletonian Oaks totalt åtta gånger, varav fem år i rad (1994, 2003, 2006, 2014-2018).
Han vann både Prix d'Amérique och Prix de France på Vincennesbanan i Paris med travaren Moni Maker 1999. Med Moni Maker vann han även Elitloppet på Solvalla 1998. På svensk mark har han även vunnit bland annat Svenskt Trav-Kriterium med Mr Lavec 1994 och Hugo Åbergs Memorial med Creatine 2015.

### Hyllningar
Takter blev invald i den amerikanska travsportens Hall of Fame i september 2011. Han är den andra från Europa att väljas in (tidigare Berndt Lindstedt).
Samma dag som Svenskt Travderby arrangerades 2016, hyllades familjen Takter på Jägersro, för deras enorma framgångar inom travet. Jimmy och hans bror Johnny gästade banan tillsammans med deras pappa Bo W. Takter, och loppet ”Takter Tribute” kördes till deras ära.

### Timeout
Under hösten 2018 berättade Takter att han ska ta en timeout från travsporten under 2019, då han levt under hård press för att vara med och slåss i toppen hela tiden. Han berättade även att han inte kände samma motivation längre. Det är planerat att Per Engblom och hans dotter, Nancy Takter ska ta över många av hans hästar i träning.
Den 24 november 2018 segrade Takters häst Tactical Landing, körd av Brian Sears, i finalen av TVG Open på Meadowlands Racetrack. I loppet segrade han bland annat över Åke Svanstedts Six Pack. Loppet är ett av de sista storloppen under säsongen i Nordamerika.
2019 valdes han in i Travsportens Hall of Fame. Han har under sin karriär fått utmärkelsen Harness Tracks of America Trainer of the Year sex gånger.

#### Oväntad comeback
Under Hambletoniandagen, den 3 augusti 2019 lottades hästen Osterc, tränad av Per Engblom till spår nummer 9. Yannick Gingras som kört hästen i kvalheatet valde att köra Don't Let Em, och Osterc stod då utan kusk. Det meddelades efter en stund att Osterc skulle köras av Takter i finalloppet.

## Segrar i större lopp
| År   | Lopp                                   | Häst               | Kusk                 |
| ---- | -------------------------------------- | ------------------ | -------------------- |
| 1993 | Breeders Crown 2YO Filly Trot          | Gleam              | Jimmy Takter         |
| 1994 | Hambletonian Oaks                      | Gleam              | Malvern C. Burroughs |
| 1994 | Svenskt Trav-Kriterium                 | Mr Lavec           | Jimmy Takter         |
| 1995 | Sprintermästaren                       | Mr Lavec           | Jimmy Takter         |
| 1996 | Breeders Crown 2YO Colt & Gelding Trot | Malabar Man        | Malvern C. Burroughs |
| 1996 | Breeders Crown 2YO Filly Trot          | Armbro Prowess     | Jimmy Takter         |
| 1997 | Hambletonian Stakes                    | Malabar Man        | Malvern C. Burroughs |
| 1997 | Kentucky Futurity                      | Take Chances       | Wally Hennessey      |
| 1997 | Canadian Trotting Classic              | Red Xing           | Jimmy Takter         |
| 1997 | Breeders Crown 3YO Colt & Gelding Trot | Malabar Man        | Malvern C. Burroughs |
| 1998 | Peter Haughton Memorial                | Enjoy Lavec        | Jimmy Takter         |
| 1998 | Copenhagen Cup                         | Moni Maker         | Wally Hennessey      |
| 1998 | Elitloppet                             | Moni Maker         | Wally Hennessey      |
| 1998 | Breeders Crown Open Trot               | Moni Maker         | Wally Hennessey      |
| 1999 | Prix de Bourgogne                      | Moni Maker         | Jean-Michel Bazire   |
| 1999 | Prix d'Amérique                        | Moni Maker         | Jean-Michel Bazire   |
| 1999 | Prix de France                         | Moni Maker         | Jean-Michel Bazire   |
| 1999 | Gran Premio Palio Dei Comuni           | Moni Maker         | Johnny Takter        |
| 1999 | World Trotting Derby                   | Enjoy Lavec        | Johnny Takter        |
| 2002 | Canadian Trotting Classic              | Kadabra            | David Miller         |
| 2002 | Breeders Crown 3YO Colt & Gelding Trot | Kadabra            | David Miller         |
| 2003 | Hambletonian Oaks                      | Southwind Allaire  | Ronald Pierce        |
| 2003 | Peter Haughton Memorial                | Tom Ridge          | Ronald Pierce        |
| 2004 | Breeders Crown 2YO Colt & Gelding Trot | Ken Warkentin      | David Miller         |
| 2004 | Breeders Crown 2YO Filly Trot          | Flirtin Miss       | John Campbell        |
| 2005 | Breeders Crown 2YO Filly Trot          | Passionate Glide   | Ronald Pierce        |
| 2006 | Little Brown Jug                       | Mr. Feelgood       | Mark J. MacDonald    |
| 2006 | Hambletonian Oaks                      | Passionate Glide   | Ronald Pierce        |
| 2008 | Breeders Crown 3YO Colt & Gelding Trot | In Focus           | Dave Palone          |
| 2009 | Yonkers Trot                           | Judge Joe          | Ronald Pierce        |
| 2009 | Cane Pace                              | Vintage Master     | Daniel Dubé          |
| 2009 | Adios Pace                             | Vintage Master     | Daniel Dubé          |
| 2010 | Ben Franklin Free-For-All Pace         | Vintage Master     | Tim Tetrick          |
| 2010 | Hambletonian Stakes                    | Muscle Massive     | Ronald Pierce        |
| 2010 | Yonkers Trot                           | On The Tab         | David Miller         |
| 2011 | Metro Pace                             | Simply Business    | Ronald Pierce        |
| 2011 | Peter Haughton Memorial                | Weingartner        | Johnny Takter        |
| 2011 | Yonkers Trot                           | Leader Of The Gang | David Miller         |
| 2011 | Breeders Crown 2YO Colt & Gelding Trot | Uncle Peter        | Dave Palone          |
| 2012 | Breeders Crown 2YO Filly Trot          | To Dream On        | Yannick Gingras      |
| 2013 | Earl Beal Jr. Memorial                 | Corky              | David Miller         |
| 2013 | Peter Haughton Memorial                | Father Patrick     | Yannick Gingras      |
| 2013 | Adios Pace                             | Sunfire Blue Chip  | Yannick Gingras      |
| 2013 | Breeders Crown 2YO Colt & Gelding Trot | Father Patrick     | Yannick Gingras      |
| 2013 | Breeders Crown 2YO Filly Trot          | Shake It Cherry    | Ronald Pierce        |
| 2014 | Earl Beal Jr. Memorial                 | Father Patrick     | Yannick Gingras      |
| 2014 | Hambletonian Oaks                      | Lifetime Pursuit   | Yannick Gingras      |
| 2014 | Hambletonian Stakes                    | Trixton            | Jimmy Takter         |
| 2014 | Kentucky Futurity                      | Nuncio             | John Campbell        |
| 2014 | Yonkers Trot                           | Nuncio             | John Campbell        |
| 2014 | Canadian Trotting Classic              | Father Patrick     | Yannick Gingras      |
| 2014 | Cane Pace                              | Lyonssomewhere     | Yannick Gingras      |
| 2014 | Prix d'Été                             | Sunfire Blue Chip  | Yannick Gingras      |
| 2014 | Breeders Crown 3YO Colt & Gelding Trot | Father Patrick     | Yannick Gingras      |
| 2014 | Breeders Crown 3YO Filly Trot          | Shake It Cherry    | Ronald Pierce        |
| 2014 | Breeders Crown 2YO Colt & Gelding Trot | Pinkman            | Yannick Gingras      |
| 2015 | Earl Beal Jr. Memorial                 | Pinkman            | Yannick Gingras      |
| 2015 | Hugo Åbergs Memorial                   | Creatine           | Johnny Takter        |
| 2015 | Hambletonian Oaks                      | Wild Honey         | Yannick Gingras      |
| 2015 | Hambletonian Stakes                    | Pinkman            | Jimmy Takter         |
| 2015 | Kentucky Futurity                      | Pinkman            | Yannick Gingras      |
| 2015 | St. Michel Ajo                         | Creatine           | Johnny Takter        |
| 2015 | Canadian Trotting Classic              | Pinkman            | Yannick Gingras      |
| 2015 | Breeders Crown 3YO Colt & Gelding Trot | The Bank           | David Miller         |
| 2015 | Breeders Crown 3YO Filly Trot          | Wild Honey         | John Campbell        |
| 2015 | Breeders Crown 2YO Filly Trot          | All The Time       | Yannick Gingras      |
| 2015 | Breeders' Crown Open Trot              | Creatine           | Johnny Takter        |
| 2016 | Ben Franklin Free-For-All Pace         | Always B Miki      | David Miller         |
| 2016 | Gold Cup Invitational Pace             | Always B Miki      | David Miller         |
| 2016 | TVG Free For All Pace                  | Always B Miki      | David Miller         |
| 2016 | Hambletonian Oaks                      | All The Time       | Yannick Gingras      |
| 2016 | Canadian Trotting Classic              | Bar Hopping        | Tim Tetrick          |
| 2016 | Breeders Crown 2YO Filly Trot          | Ariana G           | Yannick Gingras      |
| 2016 | Breeders Crown 3YO Colt & Gelding Trot | Bar Hopping        | Tim Tetrick          |
| 2017 | Peter Haughton Memorial                | You Know You Do    | Yannick Gingras      |
| 2017 | Hambletonian Oaks                      | Ariana G           | Yannick Gingras      |
| 2017 | Dr. John Steele Memorial               | Pasithea Face      | Tim Tetrick          |
| 2017 | Dayton Trotting Derby                  | Pasithea Face      | Tim Tetrick          |
| 2018 | Peter Haughton Memorial                | Don't Let'em       | Yannick Gingras      |
| 2018 | Jim Doherty Memorial                   | The Ice Dutchess   | Johnny Takter        |
| 2018 | Hambletonian Oaks                      | Manchego           | Yannick Gingras      |
| 2018 | TVG Open                               | Tactical Landing   | Brian Sears          |